# 財經 體育 資訊台電視劇集列表
本條目列出所有曾於無綫電視無綫財經 體育 資訊台（2016年2月22日前稱為高清翡翠台，2017年8月15日前稱為J5，2022年9月5日前稱為無綫財經·資訊台）播出的電視劇集。